# نسل‌کشی کالیفرنیا
نسل‌کشی کالیفرنیا (به انگلیسی: California genocide) مجموعه وقایعی است که در قرن نوزدهم پس از تسخیر کالیفرنیا توسط آمریکا در کالیفرنیا اتفاق افتاد و باعث کاهش چشمگیر جمعیت بومیان کالیفرنیا شد. در برآوردی محافظه کارانه استعمارگران آمریکایی مابین سالهای ۱۸۴۹ تا ۱۸۷۰ حدود ۹۵۰۰ بومی کالفرنیا را کشتند و اعمالی چون به بردگی کشیدن، ربایش افراد، تجاوز، جدایی کودک از والدین و آواره کردن شایع، مورد تشویق بود و توسط مقامات دولتی و شبه نظامیان انجام می‌گرفت و تحمل می‌شد.
در ۱۹۲۵ کتاب راهنمای بومیان کالیفرنیا برآورد کرد که جمعیت بومیان کالیفرنیا شاید از حدود ۱۵۰٬۰۰۰ نفر در ۱۸۴۸ به ۳۰٬۰۰۰ نفر در ۱۸۷۰ و سپس به ۱۶٬۰۰۰ نفر در ۱۹۰۰ کاهش یافته‌است. این کاهش بر اثر بیماری، قحطی و کشتار اتفاق افتاده‌است. بومیان کالیفرنیا خصوصاً در دوره تب طلا، هدف کشتار قرار گرفتند. ۲۴٬۰۰۰ تا ۲۷٬۰۰۰ بومی آمریکایی به عنوان نیروی کار اجباری توسط ساکنان به خدمت گرفته شدند. ایالت کالیفرنیا از نهادهای خود به نفع حقوق ساکنان سفیدپوست در برابر حقوق بومیان استفاده کرد و مسئول سلب مالکیت از بومیان است.
از سال ۲۰۰۰ دانشگاهیان آمریکا و سازمانهای فعال حقوق بشر، هم از بومیان آمریکا و آمریکایی‌های اروپایی، دوره پس از تسخیر کالیفرنیا را به عنوان نسل‌کشی دولت ایالتی و فدرال علیه بومیان آمریکا در این منطقه قلمداد کرده‌اند. در سال ۲۰۱۹ فرماندار کالیفرنیا گوین نیوسام برای نسل‌کشی عذرخواهی کرد و خواهان هیئتی برای بررسی، فهم بهتر موضوع و آگاهی نسلهای آینده شد.